# Torre del Capitano
La torre del Capitano (in tedesco Burghauptmannsturm) è quanto resta di castel Branzoll (ted. Burg Branzoll), costruzione fortificata duecentesca a Chiusa in Alto Adige.

## Storia

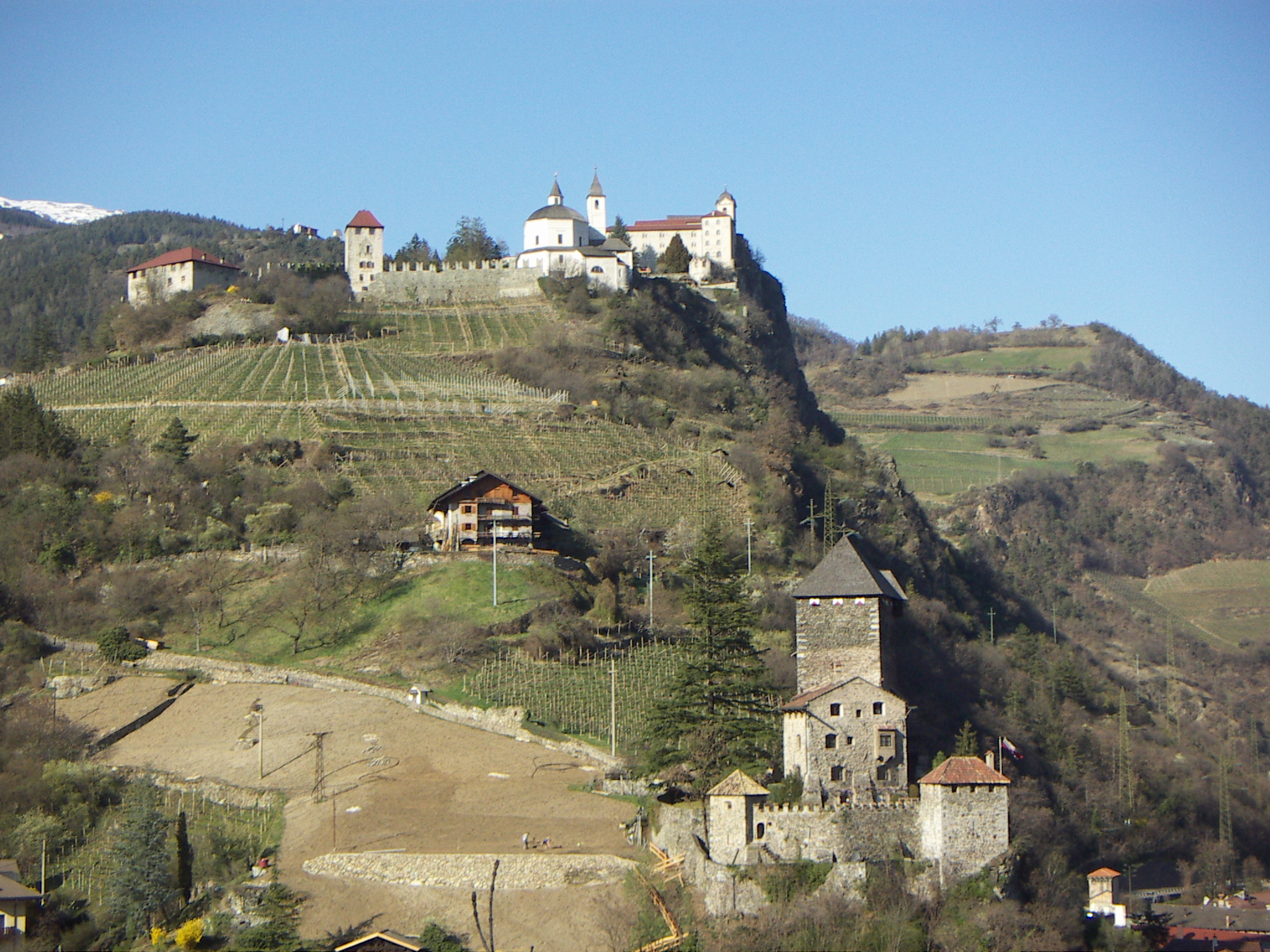
Vista del castello e del monastero di Sabiona

Costruita dai signori di Sabiona, passò poi (1309) ai vescovi di Bressanone, che vi posero (nel XIV secolo) la sede del loro capitano (da cui l'appellativo).
Il castello, così come lo si vede oggi, è frutto di una libera ricostruzione avvenuta tra la fine del XIX secolo e il 1930. Di originale resta appunto soltanto la torre, l'unica parte della costruzione ad aver resistito al disastroso incendio del 1671, cui seguirono due secoli di pressoché totale abbandono.